# Trzebórz (przystanek kolejowy)
Trzebórz – nieczynny przystanek kolejowy w Trzeborzu w województwie zachodniopomorskim, w Polsce.